# Vuelve (album)
Albums de Ricky Martin
A medio vivir
(1995) Ricky Martin
(1999)
Singles
1. No importa la distancia
Sortie : 1 juillet 1997
2. Vuelve
Sortie : 27 janvier 1998
3. La copa de la vida
Sortie : 9 mars 1998
4. La bomba
Sortie : 16 juin 1998
5. Perdido sin ti
Sortie : 18 août 1998
6. Por arriba, por abajo
Sortie : 3 novembre 1998
7. Casi un bolero
8. Corazonado
Sortie : 21 décembre 1998

Vuelve est le quatrième album studio du chanteur portoricain Ricky Martin, sorti en 1998.

## Liste des pistes
| 1.  | Por arriba, por abajo    | - Robi Rosa - Luis Gómez Escolar - César Lemos - Karla Aponte | - Porter - Rosa | 3:07 |
| 2.  | Vuelve                   | Franco De Vita                                                | - Porter - Rosa | 5:08 |
| 3.  | Lola, Lola               | - Rosa - K. C. Porter - Escolar                               | - Porter - Rosa | 4:46 |
| 4.  | Casi un bolero           | - Rosa - Porter - Escolar                                     | - Porter - Rosa | 4:39 |
| 5.  | Corazonado               | - Rosa - Porter - Escolar                                     | - Porter - Rosa | 4:58 |
| 6.  | La bomba                 | - Rosa - Porter - Escolar                                     | - Porter - Rosa | 4:34 |
| 7.  | Hagamos el amor          | - Rosa - Escolar                                              | - Porter - Rosa | 3:11 |
| 8.  | La copa de la vida       | - Rosa - Desmond Child - Escolar                              | - Child - Rosa  | 4:28 |
| 9.  | Perdido sin ti           | - Rosa - Porter - Escolar                                     | - Porter - Rosa | 4:10 |
| 10. | Asi es la vida           | - Marco Flores - Escolar                                      | - Porter - Rosa | 4:00 |
| 11. | Marcia baila             | - Fred Chichin - Catherine Ringer - Escolar                   | - Porter - Rosa | 3:59 |
| 12. | No importa la distancia  | - David Zippel - Alan Menken - Renato López - Javier Pontón   | - Porter - Rosa | 4:55 |
| 13. | Gracias por pensar en mi | - Renato Russo - Ricky Martin                                 | - Porter - Rosa | 5:34 |

| 14. | Casi un bolero (Instrumental) | - Rosa - Porter - Escolar | - Porter - Rosa | 4:39 |

| 14. | The Cup of Life (Remix – Spanglish Radio Edit) | - Rosa - Child - Escolar | - Child - Rosa - Pablo Flores | 4:37 |

| 14. | The Cup of Life (Remix – Spanglish Radio Edit) | - Rosa - Child - Escolar       | - Child - Rosa - Flores                  | 4:37 |
| 15. | María (Radio Edit)                             | - Ian Blake - Porter - Escolar | - Porter - Blake - Flores - Javier Garza | 3:15 |

| 14. | María (Spanglish Radio Edit)      | - Blake - Porter - Escolar | - Porter - Blake - Flores - Garza | 4:31 |
| 15. | Casi un bolero (Instrumental)     | - Rosa - Porter - Escolar  | - Porter - Rosa                   | 4:39 |
| 16. | The Cup of Life (English Version) | - Rosa - Child - Escolar   | - Child - Rosa - Flores           | 4:33 |